# Meshir
Meshir (copto: Ⲙⲉϣⲓⲣ), también llamado mechir (del griego Μεχίρ, Mekhír) y amshir (árabe egipcio: أمشير  [ʔæmˈʃiːɾ]), es el sexto mes de los calendarios del antiguo Egipto y copto. Se corresponde con el periodo comprendido entre el 8 de febrero y el 9 de marzo del calendario gregoriano. El mes de meshir también era el segundo mes de la estación de Proyet (crecimiento y aparición) en el antiguo Egipto, cuando la crecida del Nilo remitía y los cultivos comenzaban a brotar en toda la tierra de Egipto.

## Nombre
El nombre del mes de meshir viene de Mechir, el antiguo dios egipcio del viento.

## Sinasario copto del mes de meshir
| Copto    | Juliano   | Gregoriano | Celebraciones |
| -------- | --------- | ---------- | --- |
| Meshir 1 | Enero 26  | Febrero 8  | - Celebración del Segundo Concilio Ecuménico, en Constantinopla, el 381. - Celebración de la consagración de la Iglesia de San Pedro. |
| 2        | 27        | 9          | - Muertes de san Pablo de la Tebaida, el primer ermitaño. - Muerte de san Longino, Abad del Monasterio de El-Zugag. |
| 3        | 28        | 10         | - Muerte de Santiago el Asceta. |
| 4        | 29        | 11         | - Martirio de san Ágabo, uno de los Setenta Discípulos. |
| 5        | 30        | 12         | - Muerte de san Agripino, 10º papa de Alejandría. - Celebración de los santos Anba Bishai y Anba Abanub. - Muerte de san Apolo, amigo de san Anba Abib. - Celebración del traslado de las reliquias de los Cuarenta y Nueve mártires de Escete. |
| 6        | 31        | 13         | - Aparición del cuerpo de san Hipólito de Roma. - Martirio de los santos Abakir, Juan, las tres vírgenes y su madre. |
| 7        | Febrero 1 | 14         | - Muerte de san Alejandro II, 43.er papa de Alejandría. - Muerte de san Teodoro I, 45.º papa de Alejandría. |
| 8        | 2         | 15         | - Fiesta de la Presentación de Jesús en el Templo. - Martirio de los Veintiún hombres de Libia. - Celebración de todos los mártires contemporáneos.                                                                                             |
| 9        | 3         | 16         | - Muerte de san Barsauma, padre de los monjes sirios - Martirio de san Pablo el Sirio. |
| 10       | 4         | 17         | - Martirio de Santiago Apóstol, hijo de Alfeo. - Martirio de san Justo, hijo del emperador romano Numeriano. - Muerte de san Isidoro de Pelusio. - Martirio de san Filo, Obispo de los persas.                                                  |
| 11       | 5         | 18         | - Martirio de san Fabián, Obispo de Roma. |
| 12       | 6         | 19         | - Celebración de san Miguel Arcángel. - Muerte de san Gelasio. |
| 13       | 7         | 20         | - Martirio de san Sergio, su padre, su madre, su hermana y muchos otros con ellos. - Muerte de san Timoteo III, 32º papa de Alejandría. |
| 14       | 8         | 21         | - Muerte de san Severo, Patriarca de Antioquía. - Muerte de san Jacobo, 50.º papa de Alejandría. |
| 15       | 9         | 22         | - Muerte del profeta Zacarías. - Consagración de la primera iglesia dedicada a los Cuarenta mártires de Sebaste. - Muerte de san Pafnucio. |
| 16       | 10        | 23         | - Muerte de santa Isabel, madre de san Juan Bautista. |
| 17       | 11        | 24         | - Martirio de san Mina, el monje. |
| 18       | 12        | 25         | - Muerte de san Malatius el confesor, Patriarca de Antioquía. |
| 19       | 13        | 26         | - Celebración del traslado de las reliquias de san Marciano el monje. |
| 20       | 14        | 27         | - Muerte de san Pedro II, 21º papa de Alejandría. - Celebración de los santos Basilio, Teodoro y Timoteo, mártires. |
| 21       | 15        | 28         | - Celebración de Santa María Virgen, Madre de Dios (Theotokos) - Martirio de san Onésimo, discípulo de san Pablo. - Muerte de san Gabriel I, 57.º papa de Alejandría. - Muerte de san Zacarías, Obispo de Xois.                                 |
| 22       | 16        | Marzo 1    | - Muerte de san Maruta (Maruthas), Obispo de Mayafarikin. |
| 23       | 17        | 2          | - Martirio de san Eusebio, hijo de Basílides, el Ministro. |
| 24       | 18        | 3          | - Muerte de san Agapito (Agapio) obispo. - Martirio de san Timoteo y san Matías apóstol. |
| 25       | 19        | 4          | - Martirio de los santos Arquipo, Filemón y Licia Virgen. - Martirio de los santos Quona (Kona) y Mina. - Celebración de san Fana, el ermitaño.                                                                                                 |
| 26       | 20        | 5          | - Muerte del profeta Oseas. - Martirio de san Zadok y sus 128 acompañantes. |
| 27       | 21        | 6          | - Muerte de san Eustaquio, Patriarca de Antioquía. |
| 28       | 22        | 7          | - Martirio de san Teodoro, el Romano. |
| 29       | 23        | 8          | - Martirio de san Policarpo, obispo de Esmirna. |
| 30       | 24        | 9          | - Aparición de la cabeza de san Juan Bautista. - Muerte de san Cirilo VI (Kyrillos), 116.º papa de Alejandría. |